# Mon Colle Knights
Mon Colle Knights, cunoscut sub numele de Șase Porți Far Away Mon Colle Knight (Japoneză: Hepburn: Rokumon Tengai Mon Kore Naito) în Japonia, este o serie anime și manga. Conceptul original a fost realizat de Hitoshi Yasuda și de Grupul END. Seria se bazează pe jocul de cărți de tranzacționare Monster Collection.
Versiunea japoneză difuzată la TV Tokyo, compusă din 51 de episoade și un film. Cavalerii Mon Colle, produsi de Saban, au difuzat pe Fox Kids în America de Nord în perioada iulie 2001 - septembrie 2002, format din 45 de episoade. În 2006 a difuzat pe Jetix în zilele de duminică la ora 22:00. Manga, scrisă de Satoru Akahori și Katsumi Hasegawa și desenată de Hideaki Nishikawa, este publicată în limba engleză în Singapore de către Chuang Yi.

## Episoade
1. Just Another Monday -
2. Trimite în broaște -
3. Giant și Steed -
4. The Vampire Strikes Back -
5. Pentru a vedea zâmbetul tău din nou -
6. Sub templu și în apă fierbinte -
7. Bellies de porc și începutul nou -
8. Prieten sau fobie? -
9. Aventura mare a doamnei Loon -
10. Începător și Ramă de zăpadă -
11. Aceste cizme au fost făcute pentru zbor "(1) -
12. Echipa de vis (2) -
13. Knockout Punch-Punch -
14. Oh Brother -
15. Colții pentru Knight-Mare -
16. O durere gigantică în Mondo -
17. Prințul Eccentru în Templul Dumb -
18. Ring-A-Ding Ding -
19. The Eel Thing -
20. Mirror Mirror, în afara peretelui -
21. Orbe și mirodenii Secret -
22. Something Something This Way Comes -
23. Încearcă, Triatlon din nou -
24. Cavalerii începători ai experților -
25. Practica face Messes -
26. Ogopogo Gone Loco -
27. Bine, cel rău și Mondo -
28. Atac de lovestar de cincizeci de picior -
29. One Step Ogre the Line -
30. Mon World Series -
31. Fowl Play -
32. Touched By a Mondo (1) -
33. Tuns printr-un Mondo (2) -
34. Trick Ovine -
35. Tot ce ai nevoie este Lava -
36. Curățenia este lângă Mondoness -
37. Fairy, Fairy, Quite Contrary -
38. Loon Struck -
39. Acest sentiment de vierme -
40. Redda Returns (1) -
41. Lovestar poate ajuta prea mult -
42. Apelarea tuturor monștrilor (2) -
43. Ultimul articol monstru (3) -
44. Sfârșitul lumii montice așa cum o știm (4) -
45. Profeția dragonului de aur (5) -

## Internațional de difuzare
- Rai 2
- SVT1 și SVT Barnkanalen
- M2
- Fox Kids
- Fox Kids Spania
- Fox Kids France și France 3